# Santa Maria del Bon Viatge
Santa Maria del Bon Viatge és una ermita de Sant Joan Despí (Baix Llobregat) inclosa a l'Inventari del Patrimoni Arquitectònic de Catalunya. Està situada a la plaça de l'Ermita davant mateix de l'església de Sant Joan Baptista.

## Descripció
És un edifici religiós de planta rectangular i coberta amb embigat sobre arc diafragmàtic.
Es trobava envoltada, d'una banda, per carrer; pel darrere, per una agrupació de cases velles adossades a la capella; i d'un jardí tancat a l'altra banda. Ara (2014) es troba exempta a la plaça de l'Ermita.
Està recolzada en contraforts, presenta obertures circulars i està rematada per un campanar d'espadanya.

## Història
Els vianants que passaven per Sant Joan Despí s'hi aturaven per demanar a la Verge un bon viatge. L'ermita fou malmesa per les guerres i successives inundacions i en anar aixecant el nivell del vial s'ha anat enfonsant el nivell del sòl de la capella respecte al carrer i, per tant, s'han hagut d'instal·lar uns esglaons a fi d'accedir-hi sense dificultat. Segons documentació de l'arxiu diocesà, en aquesta capella s'hi venerava la Verge des del 1262.

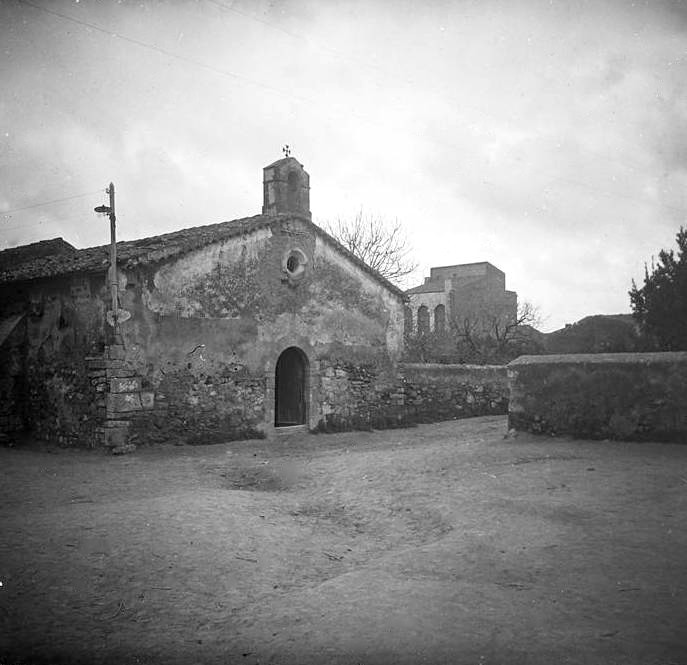
La capella l'any 1921, obra del fotògraf Josep Salvany i Blanch.

Va fer també d'allotjament i, avui dia, resta tancada tot l'any i només s'obre per Nadal per allotjar-hi l'exposició de pessebres.